# دراگان تارلاک
دراگان تارلاک (سیریلیک صربی: Драган Тарлаћ؛ زادهٔ ۹ مهٔ ۱۹۷۳) بازیکن بسکتبال اهل یونان است.

## حرفه
از باشگاه‌هایی که در آن بازی کرده‌است می‌توان به باشگاه بسکتبال رئال مادرید، شیکاگو بولز، باشگاه بسکتبال المپیاکوس، باشگاه بسکتبال ستاره سرخ بلگراد، و باشگاه بسکتبال زسکا مسکو اشاره کرد.
وی در مسابقات کشوری و بین‌المللی در مجموع برندهٔ ۱ مدال طلا، ۱ مدال برنز شده‌است.